# 투앙쿠 압둘 라만

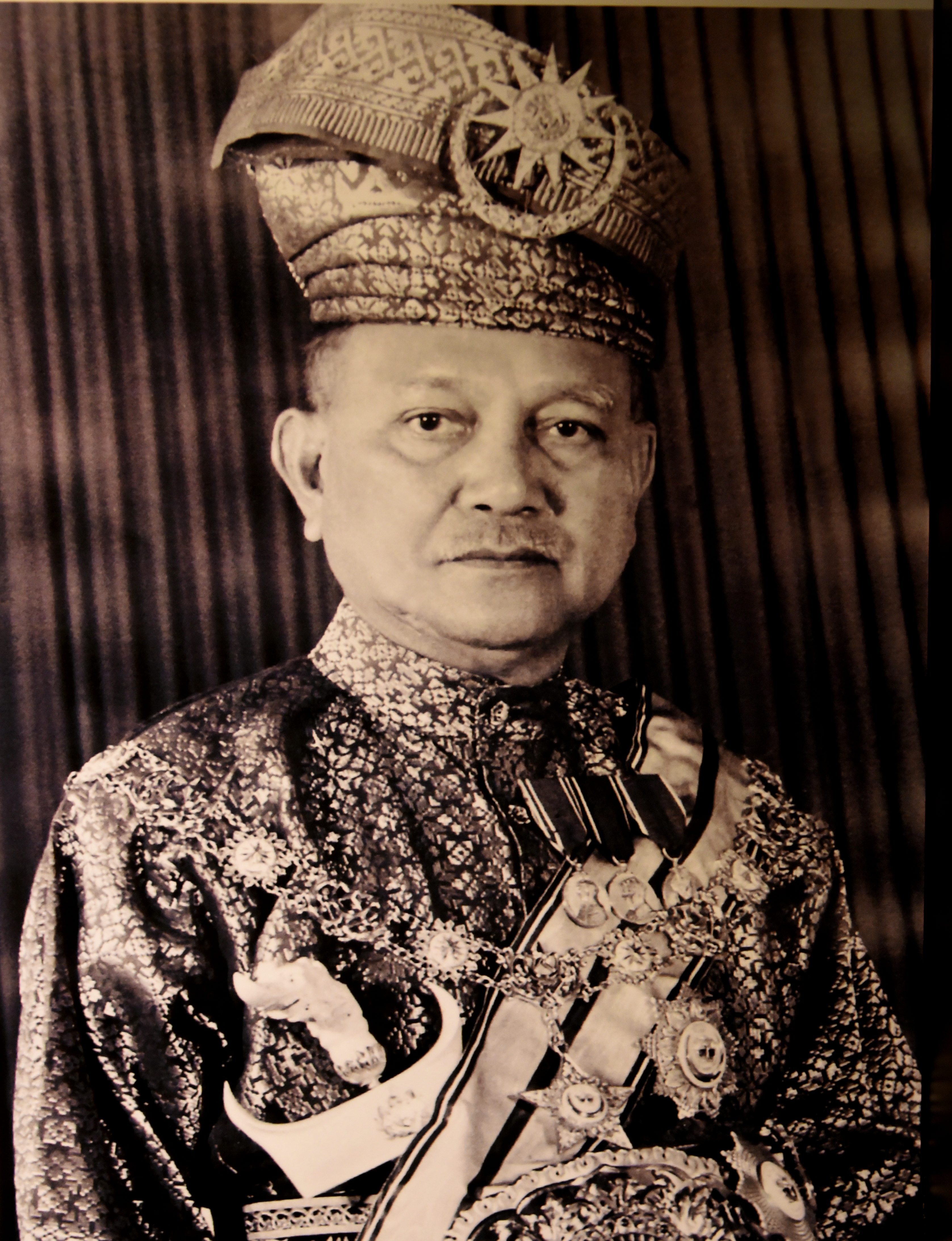

투앙쿠 압둘 라만(말레이어: Tuanku Abdul Rahman)은 말레이시아(당시에는 말라야 연방)의 초대 양디-퍼르투안 아공(국왕)이자, 느그리슴빌란 주의 제8대 최고지도자이다. 1933년 느그리슴빌란 주의 최고지도자가 되었으며, 1957년 말라야가 독립한 후 말라야의 초대 국왕이 되었다. 현재 말레이시아의 지폐(RM1, RM2, RM5, RM10, RM20, RM50, RM100)에는 그의 얼굴이 그려져 있다.